# Elsbeth Tucher

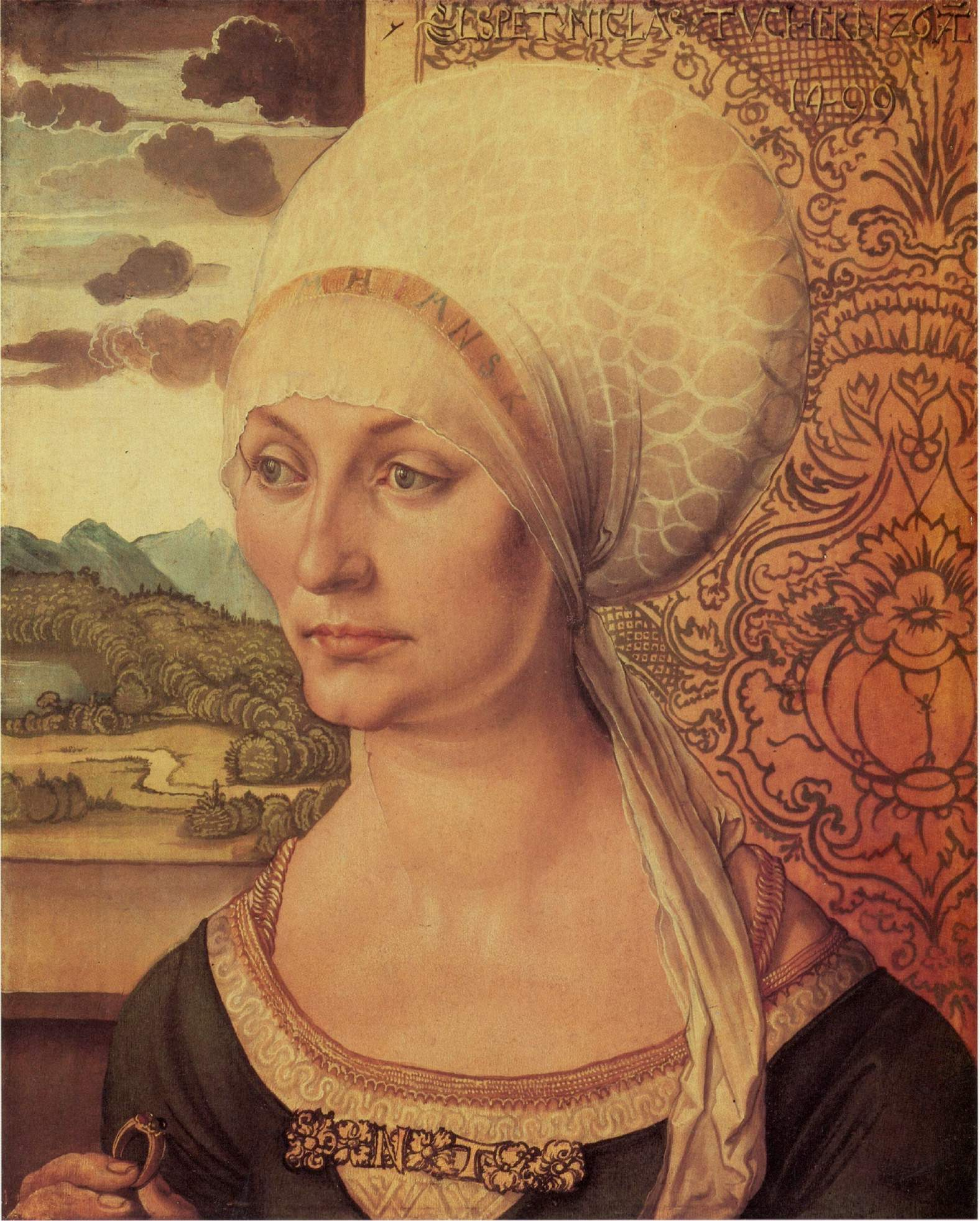
Retrato de Elsbeth Tucher de Albrecht Dürer, 1499

Elsbeth Tucher (también: Elisabeth Tucher, de soltera Pusch; nacida en 1473; fallecida en septiembre de 1517) era miembro de la familia patricia de Núremberg de los Tucher. Se hizo conocida por su representación en una pintura de Albrecht Dürer. 

## Biografía
Elisabeth Pusch procedía de un entorno de modesta riqueza. Su padre Hans Pusch era un maestro de artillería, pero según el libro de familia de Tucher también estaba endeudado. Su madre nació Elisabeth Zollner. En 1492 se casó con Nikolaus Tucher (1464-1527), que provenía de una rica familia patricia. El matrimonio quedó sin hijos. Elisabeth Tucher es una de esas personas sobre las que el libro de familia Tucher tiene menos información.

## Retrato y recepción
En 1499, Alberto Durero realizó un retrato casado de Nikolaus y Elsbeth Tucher en forma de díptico de madera de tilo. Hizo otro díptico en el mismo estilo de Hans y Felicitas Tucher. Fiel al simbolismo medieval y moderno temprano, el esposo está representado a la izquierda y la esposa a la derecha, para que la pareja se mire. El fondo en este caso es una ventana central con un paisaje relativamente esquemático; así como un paño de brocado decorativo en el borde exterior respectivo. El retrato realista que es fiel al detalle muestra el desarrollo estilístico en el arte del retrato en comparación con las obras de diseño similar de artistas anteriores (como el maestro de Durero Michael Wolgemut). Los detalles llamativos del cuadro incluyen el anillo de bodas en su mano en la parte inferior izquierda; el gran sombrero para su largo cabello; y varias inscripciones e iniciales abreviadas.
La pintura llegó en la primera mitad del siglo XVIII. Siglo en las colecciones de los Landgraves de Hessen-Kassel. En el período que siguió, otros artistas copiaron y citaron la obra. En 1951 se publicó una novela de Fridel Marie Kuhlmann con Tucher como persona de referencia, que también se refirió al famoso cuadro: El anillo de Elisabeth Tucher. 
El retrato de Elisabeth Tucher ganó especial fama gracias a la ilustración del anverso del billete alemán de 20 marcos de 1961 a 1992; este billete de la tercera serie fue el billete más largo de la historia de la República Federal de Alemania; En consecuencia, la selección de este retrato dirigió fuertemente el interés del público hacia la persona retratada. 